# Попешти (Мачука)
Попешти (рум. Popești) насеље је у Румунији у округу Валча у општини Мачука. Oпштина се налази на надморској висини од 282 m.

## Становништво
Према подацима из 2011. године у насељу је живело 423 становника.